# Argininosuccinat
Argininosuccinat ist eine nicht-proteinogene Aminosäure. Das L-Isomer ist ein Zwischenprodukt im Harnstoffzyklus und entsteht dort aus Citrullin und Aspartat katalysiert durch die Argininosuccinat-Synthase unter Verbrauch von ATP. Im weiteren Verlauf des Zyklus wird Argininosuccinat durch die Argininosuccinat-Lyase zu Fumarat und Arginin abgebaut.
Andererseits kann das Argininosuccinat auch zunächst zu Fumarat und dann zu Malat umgesetzt werden, welches in den Citratzyklus eingespeist werden kann. Insofern stellt das Argininosuccinat eine wichtige Verbindung zwischen dem Harnstoffzyklus und dem Citratzyklus dar.